# كلارك (لاعب كريكت)
كلارك (1795 بإنجلترا في المملكة المتحدة - )  (بالإنجليزية: Clarke)‏ هو لاعب كريكت بريطاني. لعب مع نادي مارليبون للكريكت ‏.